# 브락테아테

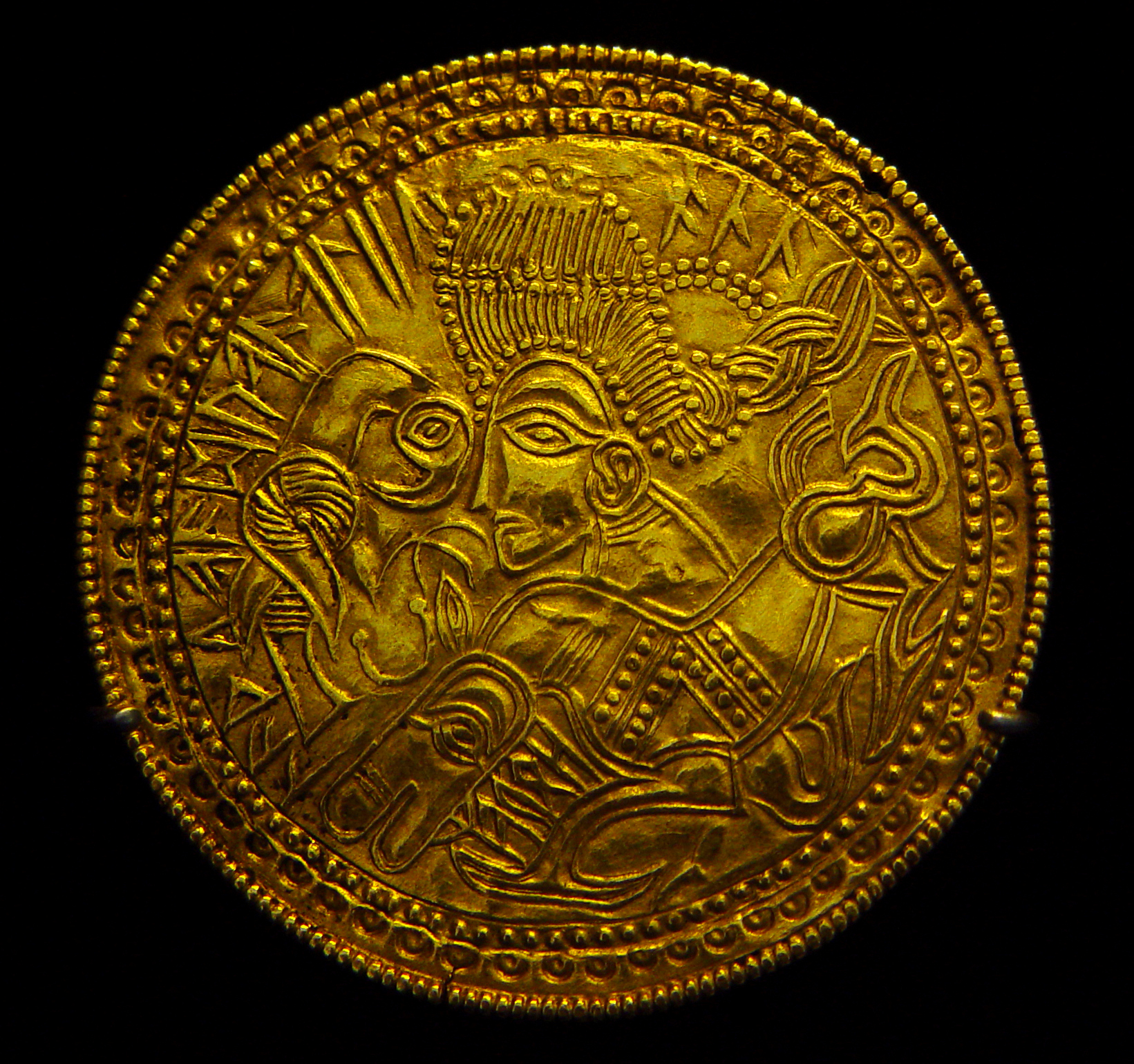
룬 문자 알루(ᚨᛚᚢ)가 새겨진 브락테아테 DR BR42.

브락테아테(bracteate)란 북유럽에서 생산된 황금 메달이다. 평평하고 납작하며, 한쪽 면에만 그림이 새겨졌다. 마치 보석처럼 장신구로 패용되었으며, 게르만 철기 시대 와중인 민족 대이동 시기의 유물로 특히 많이 발견된다.
게르만족과 국경을 맞대고 살았떤 훈족 및 인도 굽타 제국과 로마 동전에서도 비슷한 양식이 눈에 띈다.